# Supercoupe de la CAF 2017
Navigation
Édition précédente Édition suivante
La Supercoupe de la CAF 2017 (appelée aussi Supercoupe de la CAF Total, du nom de son sponsor) est la 25e édition de la Supercoupe de la CAF. 
Le match fait opposé le Mamelodi Sundowns, vainqueur de la Ligue des champions de la CAF 2016 au TP Mazembe, vainqueur de la Coupe de la confédération 2016. 
La rencontre se déroule le 18 février 2017 au Lucas Masterpieces Moripe Stadium, à Pretoria en Afrique du Sud.

## Sponsor officiel
En juillet 2016, Total a annoncé avoir passé un accord de sponsoring avec la Confédération Africaine de Football. Total est désormais le « sponsor titre » des compétitions organisées par la CAF. L’accord vaut pour les huit prochaines années et concernera les dix principales compétitions organisées par la CAF, dont la Supercoupe de la CAF, qui est désormais baptisée « Supercoupe de la CAF Total ».

## Participants
Les deux participants qui s'affrontent pour le titre sont les vainqueurs des deux premières compétitions africaines, à savoir la Ligue des champions de la CAF 2016 et la Coupe de la confédération 2016. Il s'agit de la vingt-cinquième édition de la Supercoupe d'Afrique.

### Vainqueur de la Ligue des champions
Le vainqueur de la Ligue des champions 2016 est le Mamelodi Sundowns. Il s'agit de son premier titre dans cette compétition.

### Vainqueur de la Coupe de la confédération
Le vainqueur de la Coupe de la confédération est le TP Mazembe. Il a remporté trois supercoupes de la CAF (2010, 2011, 2016).

## Match
| Finale 2017                   | Mamelodi Sundowns | 1-0   | TP Mazembe | Lucas Masterpieces Moripe Stadium, Pretoria |                       |
| 18 février 2017 18h00 (UTC+1) | Nascimento 83e    | (0-0) |            | Arbitrage : G. Gresha                       | Arbitrage : G. Gresha |
| 18 février 2017 18h00 (UTC+1) | Rapport           |       |            | Arbitrage : G. Gresha                       | Arbitrage : G. Gresha |

| Mamelodi Sundowns | TP Mazembe |

| G              | 14 | Denis Onyango      |       |       |
| D              | 27 | Thapelo Morena     |       |       |
| D              | 6  | Wayne Arendse      |       |       |
| D              | 16 | Ricardo Nascimento |       |       |
| D              | 4  | Tebogo Langerman   |       |       |
| M              | 13 | Tiyane Mabunda     |       |       |
| M              | 8  | Hlompho Kekana (c) |       |       |
| M              | 28 | Anthony Laffor     |       | 86e   |
| M              | 26 | Khama Billiat      |       | 90+2e |
| M              | 18 | Themba Zwane       |       | 90+3e |
| A              | 22 | Percy Tau          | 90+5e |       |
| Remplaçants :  |    |                    |       |       |
| G              | 1  | Kennedy Mweene     |       |       |
| D              | 20 | Anele Ngcongca     |       | 90+2e |
| D              | 29 | Soumahoro Bangaly  |       | 86e   |
| M              | 11 | Sibusiso Vilakazi  |       | 90+3e |
| M              | 15 | Lucky Mohomi       |       |       |
| M              | 19 | Mzikayise Mashaba  |       |       |
| A              | 25 | Leonardo Castro    |       |       |
| Entraîneur :   |    |                    |       |       |
| Pitso Mosimane |    |                    |       |       |

| G              | 22 | Sylvain Gbohouo     |     |     |
| D              | 5  | Issama Mpeko        | 88e |     |
| D              | 2  | Joël Kimwaki        | 38e |     |
| D              | 6  | Salif Coulibaly     |     |     |
| D              | 3  | Jean Kasusula       |     |     |
| M              | 13 | Nathan Sinkala      |     |     |
| M              | 19 | Daniel Nii Adjei    |     |     |
| M              | 20 | Solomon Asante      |     |     |
| M              | 18 | Rainford Kalaba (c) |     | 80e |
| M              | 23 | Elia Meschak        |     | 58e |
| A              | 28 | Ben Malango         |     |     |
| Remplaçants :  |    |                     |     |     |
| G              | 21 | Ley Matampi         |     |     |
| D              | 14 | Kabaso Chongo       |     |     |
| M              | 10 | Given Singuluma     |     |     |
| M              | 16 | Christian Koffi     |     |     |
| A              | 8  | Trésor Mputu        |     | 58e |
| A              | 9  | Déo Kanda           |     |     |
| A              | 11 | Adama Traoré        |     | 80e |
| Entraîneur :   |    |                     |     |     |
| Thierry Froger |    |                     |     |     |

### Vainqueur
| Supercoupe de la CAF Vainqueur 2017 |
| ----------------------------------- |
| Mamelodi Sundowns Premier titre     |